# خوسيه إيزابيل تريجو
خوسيه إيزابيل تريجو (بالإسبانية: José Isabel Trejo)‏ هو سياسي مكسيكي، ولد في 9 أبريل 1959 في ولاية زاكاتيكاس في المكسيك. حزبياً، نشط في حزب العمل الوطني. وقد انتخب عضو مجلس الشيوخ من المكسيك وانتخب عضو مجلس النواب المكسيك.